# Villa Tulumba
Villa Tulumba é um município do centro-norte da província de Córdova, na Argentina. É a capital do departamento Tulumba. Localiza-se a 150 km da cidade de Córdova e tem 1474 habitantes.